# Коронавирусы
Коронавирусы
(лат. Coronaviridae) — семейство РНК-содержащих вирусов, включающее на май 2020 года 45 видов, объединённых в два подсемейства. Поражают млекопитающих (включая человека), птиц и земноводных. Название связано со строением вируса, шиповидные отростки которого напоминают солнечную корону. Известно 7 коронавирусов, поражающих человека:
- HCoV-229E — альфакоронавирус, впервые выявлен в середине 1960-х годов;
- HCoV-NL63 — альфакоронавирус, возбудитель был выявлен в Нидерландах в 2004 году;
- HCoV-OC43 — бетакоронавирус A, возбудитель выявлен в 1967 году;
- HCoV-HKU1 — бетакоронавирус A, возбудитель обнаружен в Гонконге в 2005 году;
- SARS-CoV-1 — бетакоронавирус B, возбудитель тяжёлого острого респираторного синдрома, первый случай заболевания которым был зарегистрирован в 2002 году;
- MERS-CoV — бетакоронавирус C, возбудитель ближневосточного респираторного синдрома, вспышка которого произошла в 2015 году;
- SARS-CoV-2 — бетакоронавирус B, выявлен во второй половине 2019 года, вызвал пандемию COVID-19, следствием которой стало закрытие границ и введение экстренных мер безопасности (карантин, строгая изоляция, ношение масок и так далее).

## Этимология
Название «коронавирус» происходит от латинского corona, что означает «венок», которое в свою очередь заимствовано из др.-греч. κορώνη korṓnē, «гирлянда, венок». Название было придумано Джуной Алмейдой и Дэвидом Тирреллом, которые первыми обнаружили и изучили человеческие коронавирусы. Это слово впервые было использовано в печати в 1968 году неофициальной группой вирусологов в журнале Nature для обозначения нового семейства вирусов. Название относится к характерному внешнему виду вирионов (инфекционная форма вируса) при электронной микроскопии, которые имеют бахрому из больших выпуклых выступов на поверхности, создающих изображение, напоминающее солнечную корону или гало. Эта морфология создается пепломерами вирусных шипов, которые представляют собой белки на поверхности вируса.
Научное название Coronavirus было принято в качестве названия рода Международным комитетом по номенклатуре вирусов (позже переименованным в Международный комитет по таксономии вирусов) в 1971 году. По мере увеличения числа новых видов род был разделен на четыре рода, а именно Alphacoronavirus, Betacoronavirus, Deltacoronavirus и Gammacoronavirus в 2009 году. Общее название коронавирус используется для обозначения любого члена подсемейства Orthocoronavirinae. По состоянию на 2020 год официально признано 45 видов.

## Эпидемиология
Коронавирусы вызывают заболевания млекопитающих (людей, летучих мышей, кошек, собак, свиней, крупного рогатого скота) и птиц. Некоторые примеры: у птиц коронавирусами птиц (AvCoVs) (ACoV — коронавирус кур, PhCoV — коронавирус фазанов, TCoV — коронавирус индеек, вызывающий болезнь сизого гребня, GfCoV — коронавирус цесарок, PgCoV — коронавирус голубей и т. д.), у свиней (TGEV — коронавирус трансмиссивного гастроэнтерита свиней и его патотип PRCV — респираторный коронавирус свиней), у собак коронавирусами собак (CCoV-1 и CCoV-2/PanCCoV), у кошек коронавирусами кошачьих (FECV — коронавирус энтерита кошек, FIPV — коронавирус инфекционного перитонита кошек), у мышей коронавирус мышей (MCoV, вызывает вирусный гепатит мышей, у крыс RtCoV — коронавирус крыс, PCoV — коронавирус пуффиноза буревестников) и т. д., немало коронавирусов и у разных видов рукокрылых.
Источниками коронавирусных инфекций могут быть больной человек, животные. Возможные механизмы передачи: воздушно-капельный, воздушно-пылевой, фекально-оральный, контактный. Заболеваемость растёт зимой и ранней весной. В структуре ОРВИ госпитализированных больных коронавирусная инфекция составляет в среднем 12 %. О широкой распространённости коронавирусов свидетельствуют специфичные антитела, выявленные у 80 % людей.
Коронавирус человека впервые был выделен в 1965 году от больных ОРВИ Д. Тиррелом из носоглотки при остром рините, позже в 1975 году Э. Каул и С. Кларк выделили коронавирус из испражнений при детском энтероколите. В последующее время коронавирусы почти не привлекали внимание исследователей, пока в Китае в 2002—2003 годах не была зафиксирована вспышка атипичной пневмонии, или тяжёлого острого респираторного синдрома (ТОРС, SARS). Заболевание было вызвано вирусом SARS-CoV-1. В результате болезнь распространилась на другие страны, всего заболело 8273 человека, 775 умерло (летальность 9,6 %).
Вирус MERS-CoV является возбудителем ближневосточного респираторного синдрома (MERS), первые случаи которого были зарегистрированы в 2012 году. В 2015 году в Южной Корее произошла вспышка ближневосточного респираторного синдрома, в ходе которой заболело 183 человека, умерло 33.
В декабре 2019 года в Китае началась вспышка пневмонии, вызванная новообнаруженным вирусом SARS-CoV-2. Вскоре она распространилась на другие страны.
В декабре 2022 года глава Всемирной организации здравоохранения Тедрос Адханом Гебрейесус заявил, что более чем у 90 % населения земли есть «некоторый уровень иммунитета» к COVID-19, согласно его утверждению, это произошло благодаря вакцинации или после перенесенного заболевания.

## Строение и жизненный цикл

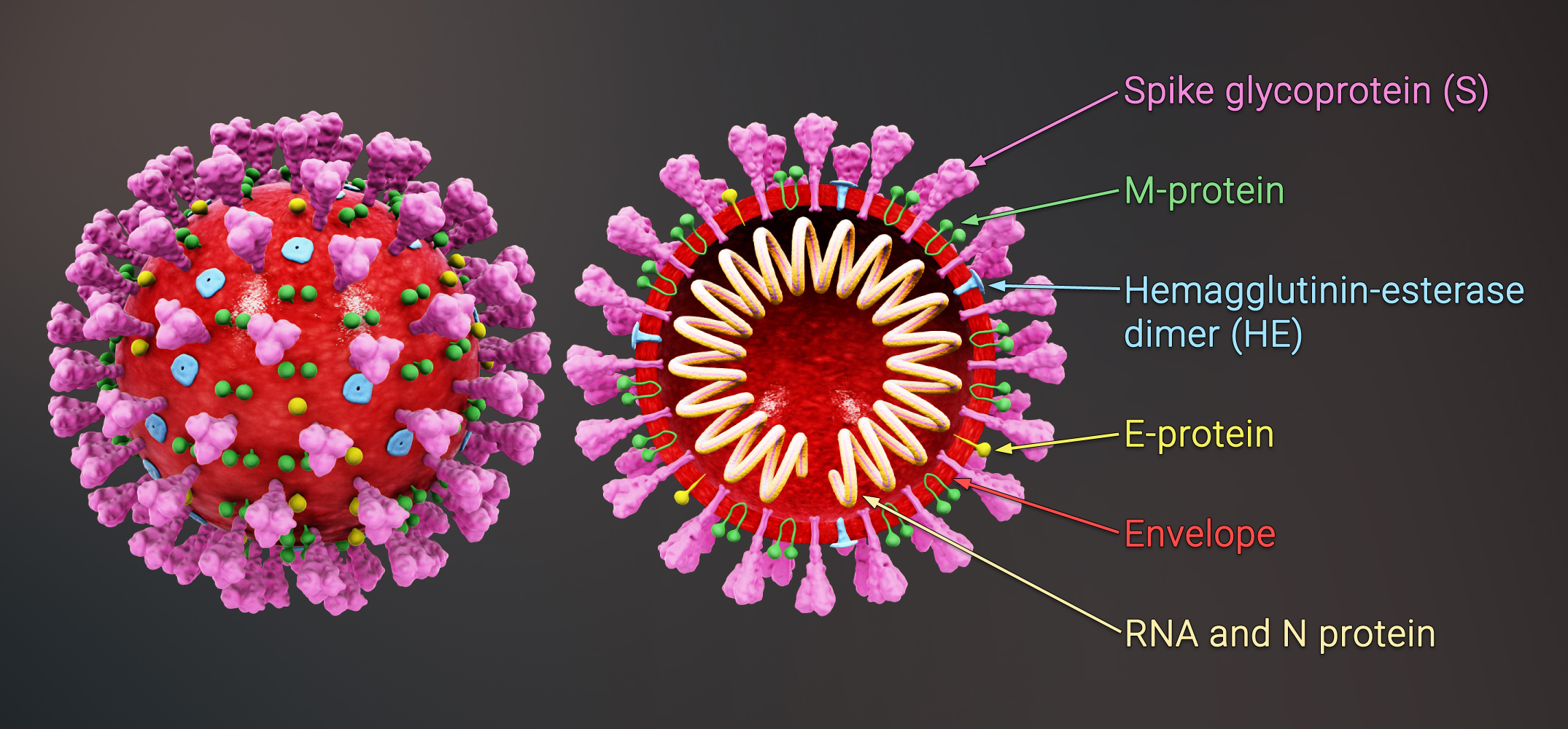
Строение вириона коронавируса

Геном представлен одноцепочечной (+)РНК. Нуклеокапсид окружён белковой мембраной и липосодержащей внешней оболочкой, от которой отходят булавовидные шиповидные отростки, напоминающие корону, за что семейство и получило своё название.
SARS-CoV-2 использует S-белок на короне для прикрепления к своему рецептору — ангиотензинпревращающему ферменту 2 (ACE2), а также к сериновой протеазе TMPRSS2, как и вирус SARS-CoV-1 (атипичной пневмонии). Клетка окутывает вирус своей мембраной, и образовавшийся мембранный пузырёк оказывается в цитоплазме клетки. Два упомянутых белка-рецептора клетки трансформируют S-белок вируса таким образом, что мембраны вируса и клетки сливаются.
После проникновения в клетку вирус с помощью внутриклеточных мембран создаёт мембранные пузырьки, к которым прикрепляются специальные белковые комплексы. В этих комплексах синтезируется копия геномной РНК вируса и короткие мРНК для синтеза белков вируса.
РНК вируса имеет 5′-метилированное начало и 3′-полиаденилированное окончание. Это позволяет вирусу инициировать на своих РНК сборки своих белков рибосомами клетки, которая не в состоянии определить, это РНК вируса или РНК для белков самой клетки.
Коронавирусы имеют РНК около 26—30 тысяч пар оснований, это означает, что коронавирусы обладают крупнейшей несегментированной РНК среди всех известных вирусов, то есть являются сложнейшими по структуре среди известных вирусов. Геном вируса состоит из более чем 20 000 нуклеотидов и кодирует два репликативных полипротеина pp1a и pp1ab, из которых в следующий проход репликации/трансляции формируется копия РНК вируса, а также 8 отдельных мРНК-шаблонов для белков вирусов, которые бесконечно их генерируют. Генерация белков M, S, HE и E, попадающих в мембранную липидную оболочку вируса, происходит на соответствующих мРНК в эндоплазматическом ретикулуме клетки; белок же N, который будет окружать геномную РНК вируса, синтезируется на мРНК, плавающих в цитоплазме клетки.

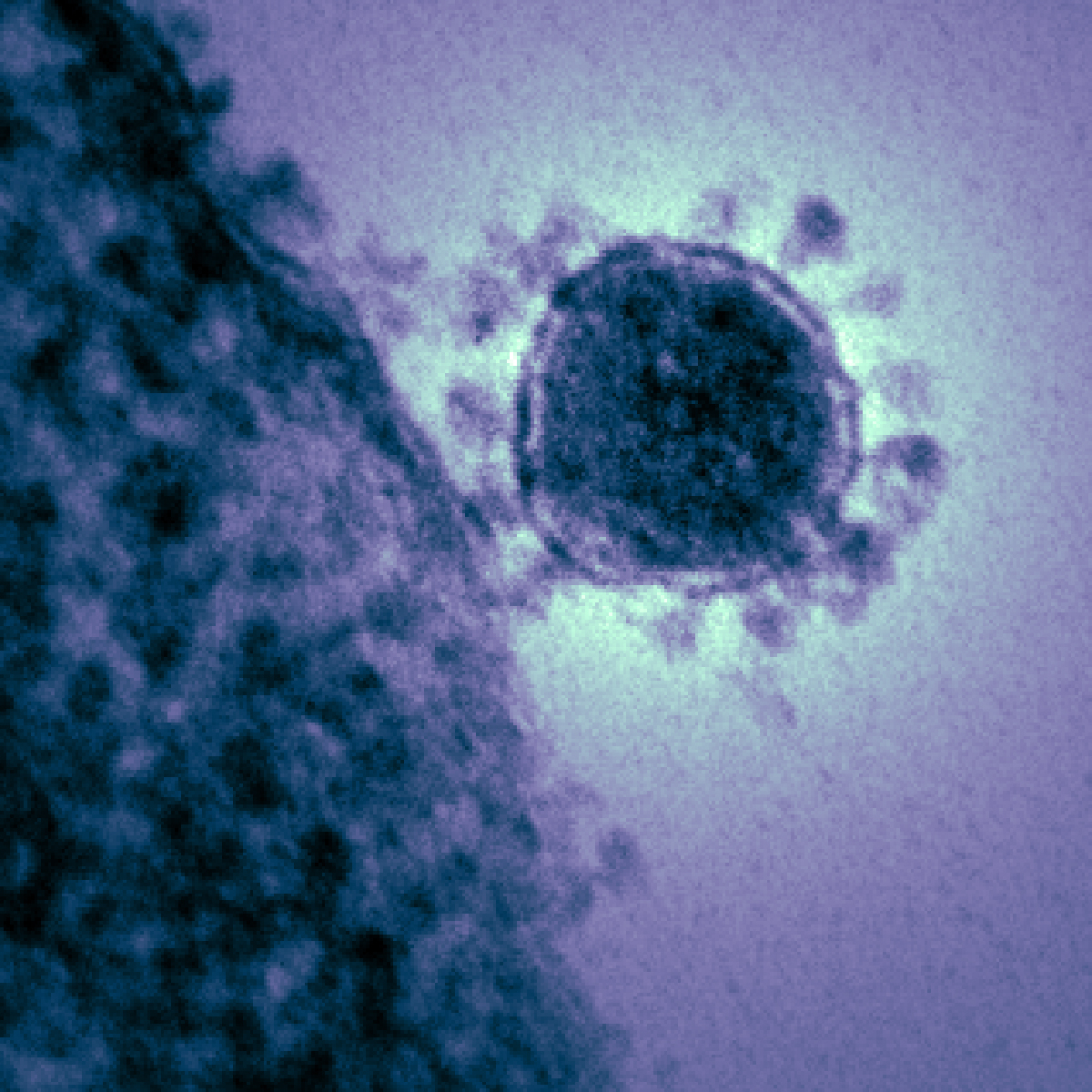
Момент прикрепления коронавируса к рецептору клетки: сцепка S-белка «короны» вируса и рецептора
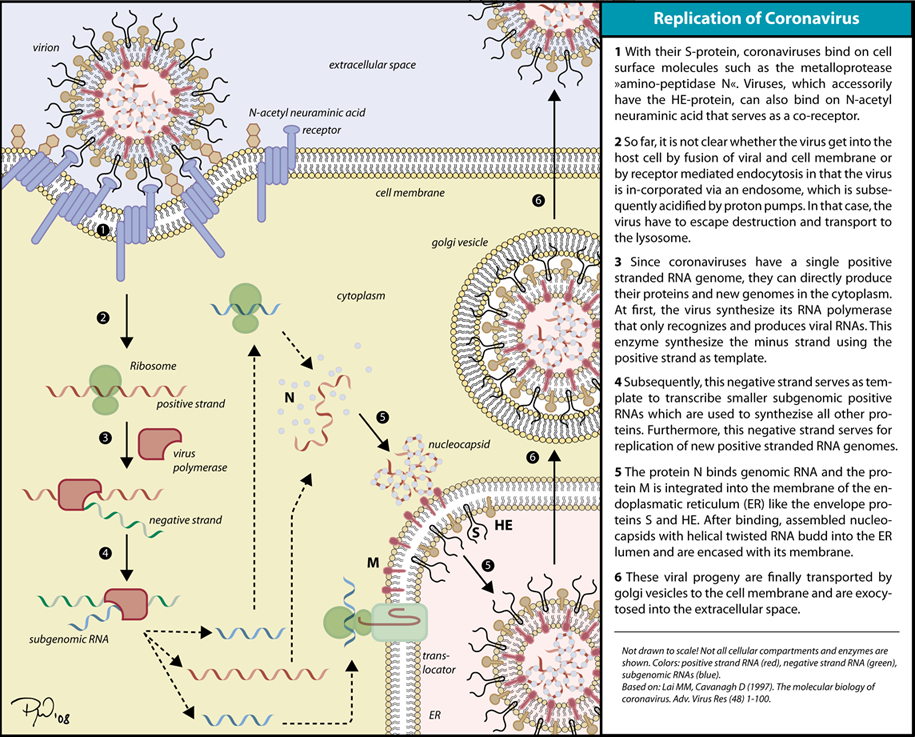
Жизненный цикл коронавируса
- Процесс окончания сборки коронавируса в цитоплазме инфицированной клетки. Вокруг РНК вируса идёт построение капсида

После получения геномной РНК вируса и необходимых его белков эта РНК, окутанная белком N, приближается к сидящим на эндоплазматическом ретикулуме белкам и взаимодействует с ними. В результате мембрана эндоплазматического ретикулума с находящимися в ней вирусными белками охватывает эту РНК, формируя вирион. Вирионы затем высвобождаются из инфицированной клетки через экзоцитоз. После выхода вирионов из клетки она погибает.

## Таксономия
Семейство коронавирусов (лат. Coronaviridae) включает в себя 2 подсемейства и около 46 видов:
Подсемейство Letovirinae, выделенное в 2018 году, включает лишь один принятый вид, подрод и род (однако выделены ещё два вида, официально пока не утверждённые):
- Род Alphaletovirus
  - Подрод Milecovirus
    - Вид Microhyla letovirus 1

Подсемейство Orthocoronavirinae
- Род Альфакоронавирус (Alphacoronavirus), включает 14 подродов и 19 видов:
  - Colacovirus
    - Bat coronavirus CDPHE15

  - Decacovirus
    - Bat coronavirus HKU10
    - Rhinolophus ferrumequinum alphacoronavirus HuB-2013

  - Duvinacovirus
    - Human coronavirus 229E

  - Luchacovirus
    - Lucheng Rn rat coronavirus

  - Minacovirus
    - Mink coronavirus 1

  - Minunacovirus
    - Miniopterus bat coronavirus 1
    - Miniopterus bat coronavirus HKU8

  - Myotacovirus
    - Myotis ricketti alphacoronavirus Sax-2011

  - Nyctacovirus
    - Nyctalus velutinus alphacoronavirus SC-2013
    - Pipistrellus kuhlii coronavirus 3398

  - Pedacovirus
    - Porcine epidemic diarrhea virus
    - Scotophilus bat coronavirus 512

  - Rhinacovirus
    - Rhinolophus bat coronavirus HKU2

  - Setracovirus
    - Human coronavirus NL63
    - NL63-related bat coronavirus strain BtKYNL63-9b

  - Soracovirus
    - Sorex araneus coronavirus T14

  - Sunacovirus
    - Suncus murinus coronavirus X74

  - Tegacovirus
    - Alphacoronavirus 1
- Род Бетакоронавирус (Betacoronavirus), включает 5 подродов и 14 видов:
  - Embecovirus
    - Betacoronavirus 1
      - Human coronavirus OC43

    - China Rattus coronavirus HKU24
    - Human coronavirus HKU1
    - Murine coronavirus
    - Myodes coronavirus 2JL14

  - Hibecovirus
    - Bat Hp-betacoronavirus Zhejiang2013

  - Merbecovirus
    - Hedgehog coronavirus 1
    - Middle East respiratory syndrome-related coronavirus (MERS-CoV)
    - Pipistrellus bat coronavirus HKU5
    - Tylonycteris bat coronavirus HKU4

  - Nobecovirus
    - Eidolon bat coronavirus C704
    - Rousettus bat coronavirus GCCDC1
    - Rousettus bat coronavirus HKU9

  - Sarbecovirus
    - Severe acute respiratory syndrome-related coronavirus
      - SARS-CoV-1
      - SARS-CoV-2

- Род Гаммакоронавирус (Gammacoronavirus), включает 3 подрода и 6 видов:
  - Brangacovirus
    - Goose coronavirus CB17

  - Cegacovirus
    - Beluga whale coronavirus SW1

  - Igacovirus
    - Avian coronavirus
    - Avian coronavirus 9203
    - Duck coronavirus 2714
- Род Дельтакоронавирус (Deltacoronavirus), включает 3 подрода и 7 видов:
  - Andecovirus
    - Wigeon coronavirus HKU20

  - Buldecovirus
    - Bulbul coronavirus HKU11
    - Common moorhen coronavirus HKU21
    - Coronavirus HKU15
    - Munia coronavirus HKU13
    - White-eye coronavirus HKU16

  - Herdecovirus
    - Night heron coronavirus HKU19